# Luisa di Guzmán
Luisa di Guzmán, in portoghese Luísa de Gusmão (Sanlúcar de Barrameda, 13 ottobre 1613 – Lisbona, 27 febbraio 1666), fu regina del Portogallo (1640-1656) per matrimonio, come moglie di re Giovanni IV, il primo monarca della dinastia di Braganza, e reggente del regno (1656-1662) per il figlio Alfonso VI. Fu madre di due re portoghesi, Alfonso VI e Pietro II, e di Caterina di Braganza, sposa del re d'Inghilterra Carlo II.

## Biografia

### Infanzia
Spagnola per nascita, Luisa María Francisca era figlia di Juan Manuel Pérez de Guzmán, VIII duca di Medina Sidonia, e della nobildonna Juana Lorenza Gómez de Sandoval y de la Cerda (figlia di Francisco Gómez de Sandoval y Rojas, I duca di Lerma). Il nonno paterno era il famoso Alonso Pérez de Guzmán y Sotomayor; per parte sia materna che paterna, poteva vantare discendenza dai sovrani del Portogallo. Attraverso la bisnonna paterna discendeva da Giovanni Borgia, II duca di Gandia e figlio di Papa Alessandro VI.

### Matrimonio
Il 12 gennaio 1633, a Elvas (fortezza portoghese presso il confine spagnolo), si unì in matrimonio con il ricco e influente Giovanni, duca di Braganza e Guimarães che di lì a qualche anno avrebbe portato la corona del Portogallo. Il matrimonio fu combinato dallo stesso Conte Duca di Olivares (il potente ministro di Filippo IV che di fatto governava la Spagna) per favorire l'unificazione della nobiltà dei due Paesi e frenare così i sussulti di rivolta portoghesi contro il tentativo di assorbimento da parte degli Asburgo di Spagna.

### Regina del Portogallo
Nonostante le sue origini, invece, fu proprio l'ambiziosa Luisa a sostenere la politica del marito durante la ribellione portoghese del 1640 contro gli ispanici e a influenzarne le scelte fino a persuaderlo ad accettare il trono. Avvisata dei pericoli in cui sarebbe incorsa come regina di una nazione in contrasto con la potenza spagnola, essa avrebbe pronunciato la frase rimasta celebre:
(Luisa di Guzmán)
Dopo il tentativo di assassinare il Re nella fallita rivolta del 1641, fu con ogni probabilità tra quei membri della corte che decretarono l'esecuzione dei nobili cospiratori, tra cui il pur innocente Luís de Noronha e Meneses, duca di Caminha.

### Reggente
Dopo la morte del marito nel 1656, seguendone le volontà testamentarie venne nominata reggente del regno stante la minore età del Principe ereditario, ma continuò a svolgere quel ruolo anche in seguito poiché il giovane Alfonso VI era mentalmente instabile. A lei spetta il merito del successo diplomatico ottenuto con la nuova alleanza con l'Inghilterra, rafforzata dal matrimonio della figlia Caterina con Carlo II d'Inghilterra. Fu anche tra gli artefici della riorganizzazione delle armate del Portogallo che, negli anni seguenti, avrebbero assicurato la piena indipendenza portoghese grazie alle vittorie conseguite durante la guerra di restaurazione portoghese.

### Ultimi anni e morte
Luisa di Guzmán difese i principi di libertà e indipendenza del regno e controllò il governo con mano forte. Nella consapevolezza dell'incapacità del figlio maggiore a reggere le sorti del Paese, cercò di affidare il trono all'altro figlio, Pietro, ma in questo progetto si scontrò con Luís de Vasconcelos e Sousa, III conte di Castelo Melhor. Il gentiluomo di camera di Alfonso VI aveva altre mire e, guadagnatosi l'amicizia del giovane Re, lo convinse che la madre intendeva usurpare il trono ed esiliarlo dal Portogallo.
L'intrigo sortì l'effetto voluto e Alfonso, dopo aver preso il controllo del regno nel 1662 (affidandolo in realtà all'astuto Conte di Castelo Melhor), rinchiuse la madre in un convento presso Lisbona. Luisa vi morì nel 1666 e la sua salma fu inumata nel Pantheon dei Braganza (Monastero di São Vicente de Fora).

## Ascendenza
|                                                                  |                                                        |                                                          | Genitori                                                      |  |  | Nonni |  |  | Bisnonni                                              |  |  | Trisnonni                                               |  |
|                                                                  |                                                        |                                                          |                                                               |  |  |       |  |  | Juan Carlos de Guzmán y de Aragón, IX conte di Niebla |  |  | Juan Alfonso Pérez de Guzmán, VI duca di Medina Sidonia |  |
|                                                                  |                                                        |                                                          |                                                               |  |  |       |  |  | Juan Carlos de Guzmán y de Aragón, IX conte di Niebla |  |  | Juan Alfonso Pérez de Guzmán, VI duca di Medina Sidonia |  |
|                                                                  |                                                        | Ana de Aragón y Gurrea                                   |                                                               |  |  |       |  |  | Juan Carlos de Guzmán y de Aragón, IX conte di Niebla |  |  |                                                         |  |
| Alonso Pérez de Guzmán y Sotomayor, VII duca di Medina Sidonia   |                                                        |                                                          |                                                               |  |  |       |  |  | Juan Carlos de Guzmán y de Aragón, IX conte di Niebla |  |  |                                                         |  |
|                                                                  |                                                        | Leonora de Zuniga y Sotomayor                            | Alonso Francisco de Zúñiga y Sotomayor                        |  |  |       |  |  |                                                       |  |  |                                                         |  |
|                                                                  |                                                        | Leonora de Zuniga y Sotomayor                            | Alonso Francisco de Zúñiga y Sotomayor                        |  |  |       |  |  |                                                       |  |  |                                                         |  |
|                                                                  |                                                        | Leonora de Zuniga y Sotomayor                            | Teresa de Zúñiga y Guzmán, III duchessa di Béjar              |  |  |       |  |  |                                                       |  |  |                                                         |  |
| Juan Manuel Pérez de Guzmán y Silva, VIII duca di Medina Sidonia |                                                        | Leonora de Zuniga y Sotomayor                            |                                                               |  |  |       |  |  |                                                       |  |  |                                                         |  |
|                                                                  |                                                        | Ruy Gómez II de Silva y Meneses, I principe di Eboli     | Francisco de Silva y Enriquez de Noronha                      |  |  |       |  |  |                                                       |  |  |                                                         |  |
|                                                                  |                                                        | Ruy Gómez II de Silva y Meneses, I principe di Eboli     | Francisco de Silva y Enriquez de Noronha                      |  |  |       |  |  |                                                       |  |  |                                                         |  |
|                                                                  |                                                        | Ruy Gómez II de Silva y Meneses, I principe di Eboli     | Maria Téllez de Meneses y Noronha                             |  |  |       |  |  |                                                       |  |  |                                                         |  |
| Ana Gómez de Silva y de Mendoza                                  |                                                        | Ruy Gómez II de Silva y Meneses, I principe di Eboli     |                                                               |  |  |       |  |  |                                                       |  |  |                                                         |  |
|                                                                  |                                                        | Ana de Mendoza y de la Cerda                             | Diego Hurtado de Mendoza y de la Cerda, I duca di Francavilla |  |  |       |  |  |                                                       |  |  |                                                         |  |
|                                                                  |                                                        | Ana de Mendoza y de la Cerda                             | Diego Hurtado de Mendoza y de la Cerda, I duca di Francavilla |  |  |       |  |  |                                                       |  |  |                                                         |  |
|                                                                  |                                                        | Ana de Mendoza y de la Cerda                             | María Catalina de Silva y Álvarez de Toledo                   |  |  |       |  |  |                                                       |  |  |                                                         |  |
| Luisa María Francisca de Guzmán y Sandoval                       |                                                        | Ana de Mendoza y de la Cerda                             |                                                               |  |  |       |  |  |                                                       |  |  |                                                         |  |
|                                                                  | Francisco Gómez de Sandoval y Zúñiga, I conte di Lerma | Luiz de Sandoval Rojas y Enriquez, III marchese di Denia |                                                               |  |  |       |  |  |                                                       |  |  |                                                         |  |
|                                                                  | Francisco Gómez de Sandoval y Zúñiga, I conte di Lerma | Luiz de Sandoval Rojas y Enriquez, III marchese di Denia |                                                               |  |  |       |  |  |                                                       |  |  |                                                         |  |
|                                                                  | Francisco Gómez de Sandoval y Zúñiga, I conte di Lerma | Catalina de Zúñiga y Enriquez                            |                                                               |  |  |       |  |  |                                                       |  |  |                                                         |  |
| Francisco Gómez de Sandoval y Rojas, I duca di Lerma             | Francisco Gómez de Sandoval y Zúñiga, I conte di Lerma |                                                          |                                                               |  |  |       |  |  |                                                       |  |  |                                                         |  |
|                                                                  |                                                        | Isabel de Borja y Castro                                 | Francisco de Borja y Aragón, IV duca di Gandia                |  |  |       |  |  |                                                       |  |  |                                                         |  |
|                                                                  |                                                        | Isabel de Borja y Castro                                 | Francisco de Borja y Aragón, IV duca di Gandia                |  |  |       |  |  |                                                       |  |  |                                                         |  |
|                                                                  |                                                        | Isabel de Borja y Castro                                 | Leonor de Castro Mello y Meneses                              |  |  |       |  |  |                                                       |  |  |                                                         |  |
| Juana Lorenza Gomez de Sandoval y la Cerda                       |                                                        | Isabel de Borja y Castro                                 |                                                               |  |  |       |  |  |                                                       |  |  |                                                         |  |
|                                                                  |                                                        | Juan de la Cerda y de Silva, IV duca di Medinaceli       | Juan de la Cerda y Bique de Orejón, II duca di Medinaceli     |  |  |       |  |  |                                                       |  |  |                                                         |  |
|                                                                  |                                                        | Juan de la Cerda y de Silva, IV duca di Medinaceli       | Juan de la Cerda y Bique de Orejón, II duca di Medinaceli     |  |  |       |  |  |                                                       |  |  |                                                         |  |
|                                                                  |                                                        | Juan de la Cerda y de Silva, IV duca di Medinaceli       | María de Silva y Toledo                                       |  |  |       |  |  |                                                       |  |  |                                                         |  |
| Catalina de la Cerda                                             |                                                        | Juan de la Cerda y de Silva, IV duca di Medinaceli       |                                                               |  |  |       |  |  |                                                       |  |  |                                                         |  |
|                                                                  |                                                        | Joana Manuel de Noroña y Fabra                           | Sancho de Portugal y Noroña, III conte di Odemira             |  |  |       |  |  |                                                       |  |  |                                                         |  |
|                                                                  |                                                        | Joana Manuel de Noroña y Fabra                           | Sancho de Portugal y Noroña, III conte di Odemira             |  |  |       |  |  |                                                       |  |  |                                                         |  |
|                                                                  |                                                        | Joana Manuel de Noroña y Fabra                           | Angela de Fabra y Centellas                                   |  |  |       |  |  |                                                       |  |  |                                                         |  |
|                                                                  |                                                        | Joana Manuel de Noroña y Fabra                           |                                                               |  |  |       |  |  |                                                       |  |  |                                                         |  |